# Ralbitz-Rosenthal
Ralbitz-Rosenthal (em alto sorábio: Ralbicy-Róžant) é um município da Alemanha localizado no distrito de Bautzen, região administrativa de Dresden, estado da Saxônia.
Pertence ao Verwaltungsverband de Am Klosterwasser.